# ジークフリート・フライターク
ジークフリート・フライターク（Siegfried Freytag, 1919年11月10日 - 2003年 6月2日）は、第二次世界大戦時のドイツ空軍のエース・パイロットである。戦後、フランス外人部隊に入隊した。

## 第二次世界大戦
フライタークは1940年6月に初めて第77戦闘航空団（JG77）/第6飛行中隊に配属された。最初の撃墜記録は1940年10月31日の沿岸航空軍のロッキード ハドソンであった。1941年3月から5月にかけてJG77と共にギリシャとクレタ島侵攻作戦に参加した。JG77はその後東部戦線で作戦活動を行った。1942年6月の時点でフライターク中尉は空中で57機と地上の約12機の戦果を記録し、7月3日に騎士鉄十字勲章を授与された。
JG 77/第1飛行中隊の「中隊長」となったフライタークは地中海戦域に転戦し、1942年7月から10月までマルタでの作戦に参加した。この作戦で最も活躍したエース・パイロットとなったフライタークは21機の戦果を挙げ合計撃墜数を78機としたが、7月27日にスーパーマリン スピットファイア機に撃墜されバレッタ沖で友軍のドルニエ Do 24飛行艇に救出された。
北アフリカとチュニジア上空での作戦で更に16機を撃墜し、フライタークは1943年3月13日にJG77/第II飛行隊の「飛行隊長」となった。7月12日にシチリア上空を飛行中にジェーラでロッキード P-38戦闘機により撃墜され、被弾した乗機のメッサーシュミット Bf109 G-6から脱出して負傷した。回復するとフライタークはJG77/第II飛行隊を率いてドイツ本国の基地から本土防衛（Reichsverteidigung）任務に就いた。
ヨハネス・ヴィーゼ少佐が撃墜され負傷したため、フライタークは12月25日にJG77の戦闘航空団司令に任命された。
フライタークはカナダ空軍（RCAF）の戦闘機エースパイロットのヘンリー・ウォレス・マクロード大尉を撃墜したかもしれなかった。フライタークは1944年9月27日にデュースブルク地域でスピットファイア機を1機だけ101機目に撃墜した。1945年1月1日にフライタークは最後の戦果となる102機目を撃墜し、3月7日にはエーリヒ・ライエ少佐の戦死に伴い再びJG77の戦闘航空団司令に任命された。
1945年4月4日にフライタークは第51戦闘航空団（JG51）/本部飛行隊（Geschwaderstab）に転属したが、直ぐにメッサーシュミット Me262を運用する第7戦闘航空団（JG7）に転属し、そこで「戦闘航空団司令」となる予定であった。しかし、フライタークがその地位に就く前に戦争は終結した。
ジークフリート・フライタークは公式に102機を撃墜し、そのうち50機は東部戦線での記録であった。西部戦線での記録には3機の4発爆撃機が含まれていた。フライタークは柏葉付騎士鉄十字勲章に推薦されていたが、事務処理が行われている間に戦争が終結した。

## 戦後
ジークフリート・フライタークは第二次世界大戦を生き延びたが、家族と友人の全てが死亡していることが分かった。その後、普通の歩兵としてフランス外人部隊に入隊し、インドシナで戦った。フライタークは戦争を生き延び、最後はピュイルビエの外人部隊用の老人福祉施設に入り2003年6月1日に同所で死去した。

## 受勲
- 空軍名誉杯（1942年5月18日）
- ドイツ十字章金章（1943年1月25日）
- 鉄十字章（1939年）
  - 2級
  - 1級
- 騎士鉄十字章（1942年7月3日）：第77戦闘航空団 / 第I飛行隊の中尉として[3][脚注 1]